# Kimmy Robertson
Kimmy Robertson (Hollywood, 27 de Novembro de 1954) é uma atriz estadunidense.